# Hrútafjörður
Hrútafjörður är en fjord i bukten Húnaflói på nordvästra Island.   Fjorden ligger i Húnaþing vestra, på gränsen mellan regionerna Vestfirðir och Norðurland vestra, 140 km norr om Reykjavík. Hrútafjörður är cirka 36 km lång och 6 eller 7 km som bredast. Älven Hrútafjarðará har sitt utlopp i fjordens sydspets.
Fjorden fick sitt namn då landnamsmannen Ingemund den gamle, som omkring år 890 letade efter land där han kunde bosätta sig, seglade in i den då okända fjorden och blev varse två baggar (hrútar) på stranden. Han kallade då fjorden Hrútafjörður (”Baggefjorden”).
Inlandsklimat råder i trakten. Årsmedeltemperaturen i trakten är −1 °C. Den varmaste månaden är juli, då medeltemperaturen är 10 °C, och den kallaste är februari, med −7 °C.